# 上桧木内駅
上桧木内駅（かみひのきないえき）は秋田県仙北市西木町上桧木内字寺村にある、秋田内陸縦貫鉄道秋田内陸線の駅。

## 歴史
- 1989年（平成元年）4月1日：秋田内陸縦貫鉄道の駅として仙北郡西木村に開業[1][2]。無人駅[2]。

## 駅構造

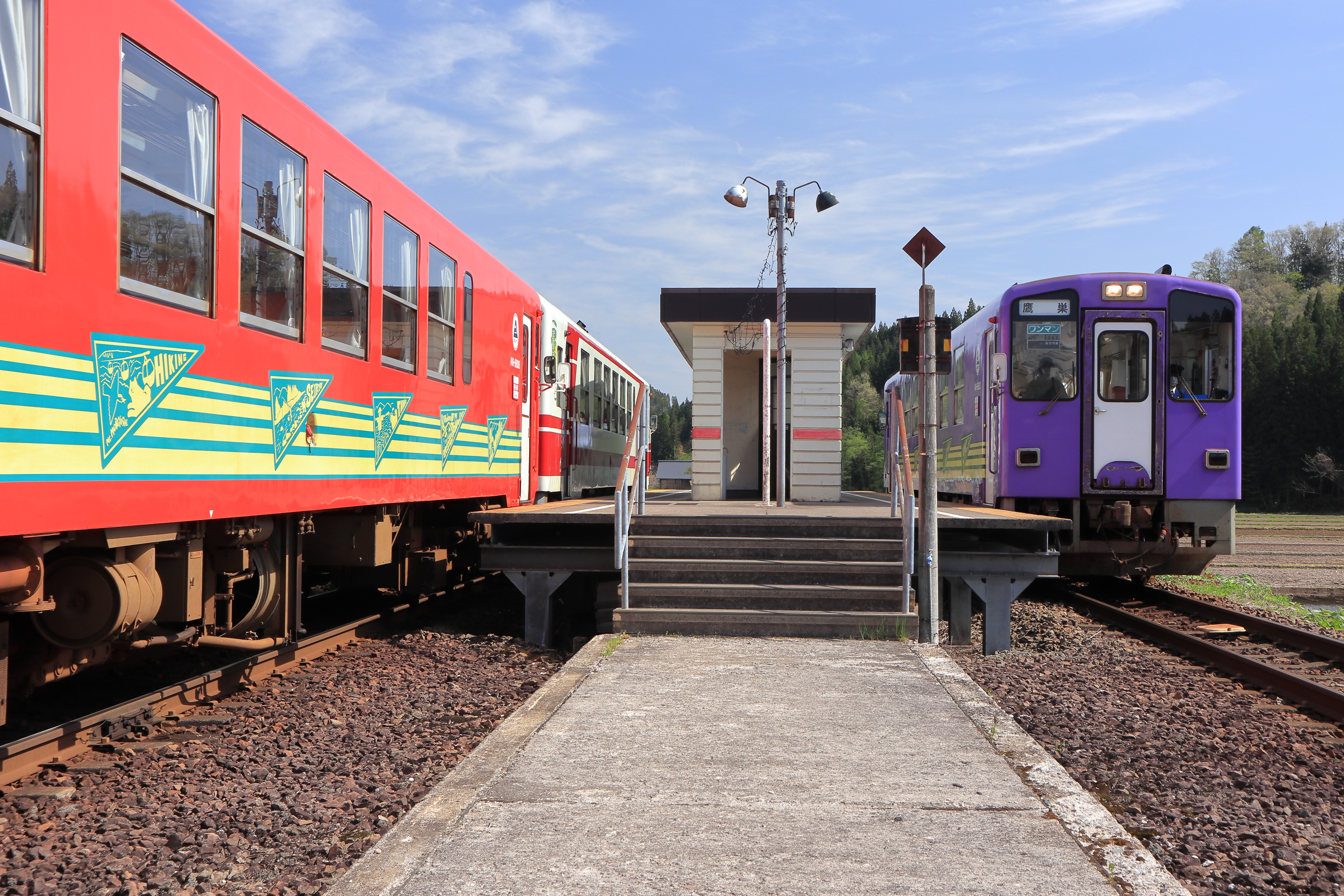
ホーム（左が角館方面）

島式ホーム1面2線を有する地上駅。無人駅となっていて、ホームの有効長は1両分強しかない。
ホーム上には待合室があるが、ホーム幅の制約から細長く、内部のベンチは点対称の千鳥配置、両側の防寒扉は開口寸法（と引きしろ）を確保するため斜めに配置されており、風よけを除いた待合室の平面形は平行四辺形となっている。
| のりば | 路線        | 方向 | 行先     |
| ------ | ----------- | ---- | -------- |
| 入口側 | ■秋田内陸線 | 下り | 角館方面 |
| 反対側 | ■秋田内陸線 | 上り | 鷹巣方面 |

付記事項
- 案内上ののりば番号は設定されていない。
- 反対側のりばには角館方面への出発信号機が設けられている。
- 入口側に構内踏切（遮断機なし）があり、ホームとの間は通路で結ばれている。

## 利用状況
| 1日乗降人員推移 | 1日乗降人員推移 |
| 年度            | 1日平均人数     |
| --------------- | --------------- |
| 2016年          | 12              |
| 2017年          | 10              |
| 2018年          | 9               |

## 駅周辺

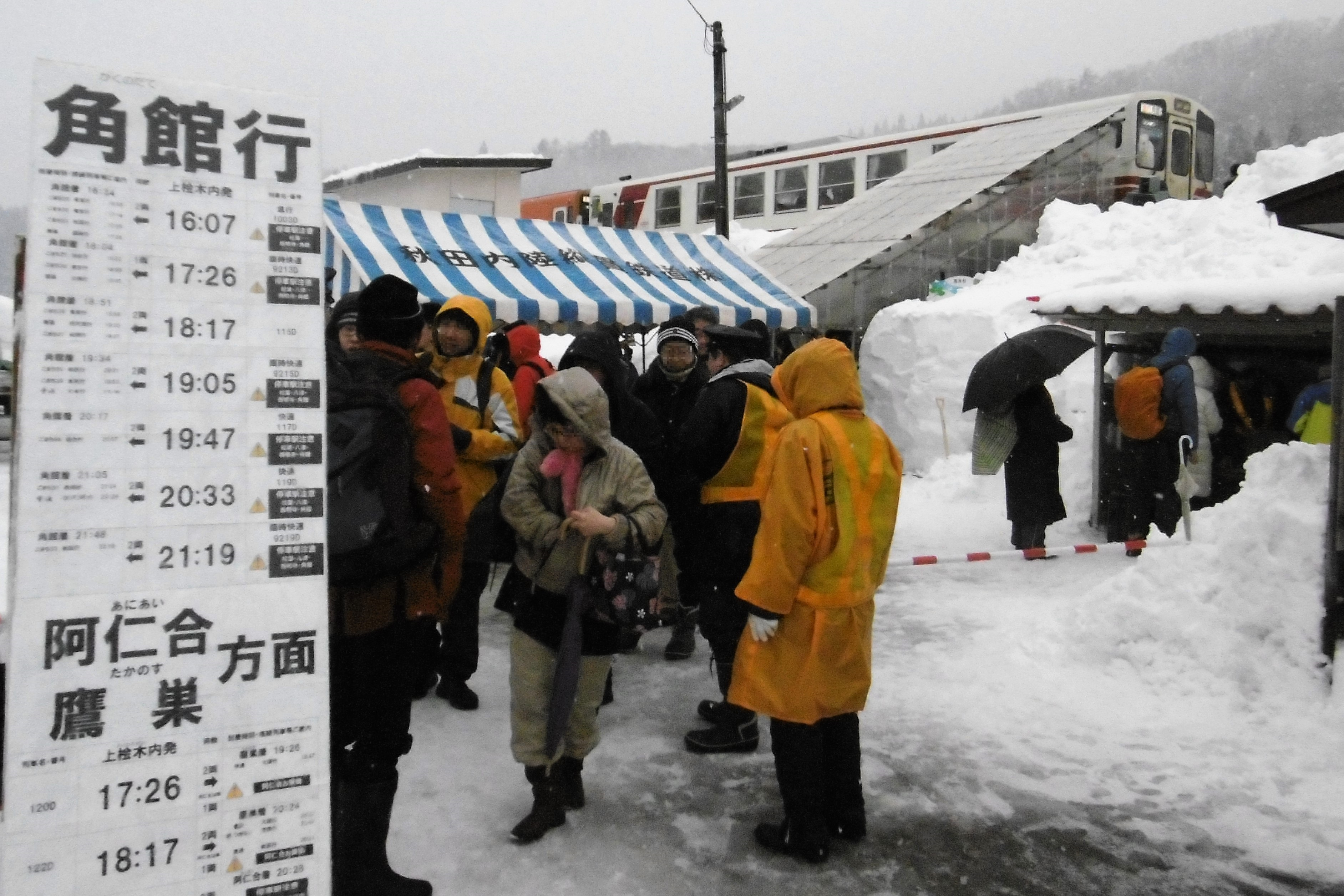
紙風船上げ当日の駅前
（2018年2月）

周囲は山に囲まれた農地となっているが、所々に民家がある。入口側を桧木内川に沿って国道105号が通る。駅裏側にある水田は田んぼアートの会場の1つとなっている。毎年2月10日には「紙風船上げ」という行事（市指定無形民俗文化財）が当駅付近で開催されるため、駅には「紙風船上げの駅」という看板がある。
- 仙北市役所西木市民センター 上桧木内出張所
  - 仙北市紙風船館（地域交流施設）
- 上桧木内郵便局
- 国道105号
- 桧木内川

## その他
- 当駅は無人駅であるが、上桧木内地区内の「本庄商店」で秋田内陸線の企画乗車券を発売している[8]。

## 隣の駅
秋田内陸縦貫鉄道
■秋田内陸線
- 急行「もりよし」停車駅

□快速（上り）
阿仁マタギ駅 ← 上桧木内駅 ← 松葉駅
□快速（下り）・■普通
戸沢駅 - 上桧木内駅 - 左通駅